# Джа'фар ібн Абдаллах ібн Джаххаф
Джа'фар ібн Абдаллах ібн Джаххаф (араб. أبو أحمد جعفر بن عبد الله بن جحاف المعافري; д/н — 1094) — каді і валі Валенсійської тайфи у 1092—1094 роках.

## Життєпис
Походив зі знатного роду Валенсії. Син ААбдаллаха ібн Джаххаф, каді Валенсії. До 1090 року про нього обмаль відомостей. На цей час успадкував від батька посаду каді, був одним з впливовіших містян.
У 1088 року, коли емір аль-Кадір звернувся по допомогу до Альфонсо VI, імператора всієї Іспанії, та Ахмада II, еміра Сарагоси, проти зазіхань аль-Мундіра Імад ад-Даули, еміра Тортоси, Денії та Леріди, то Джа'фар ібн Абдаллах очолив опозицію, оскільки вважав, що нові союзники більше націлені захопити Валенсію.
В подальшому виступав проти союзу еміра з християнськими державами. У 1090 році фактичнно владу в Валенсійській тайфі перебрав Сід Кампеадор, проти чого виступив Джа'фар ібн Абдаллах, який очолив змову.
Розраховуючи на допомогу Альморавідів, що рухалися на Валенсію, Джа'фар підняв повстання, вннаслідок чого було страчено аль-Кадіра. У відповідь Сід Кампеадор взяв в облогу Валенсію. Під час перемовин сід пообіцяв відступити від міста, але натмоість загін Альморавідів мав залишити Валенсію. Як тільке це сталося християни знову поновили облогу. Після 20-місячної облоги ібн Джаххаф домовився з сідом про капітуляцію, але ібн Джаххаф повинен був залишатися на посадах валі і каді. Але невдовзі після цього Кампеадор наказав вбити Джа'фара ібн Абдаллаха ібн Джаххафа.